# Лиукконен, Ари-Пекка
А́ри-Пе́кка Ли́укконен (фин. Ari-Pekka Liukkonen; 9 февраля 1989, Пиексямяки, Финляндия) — финский пловец, чемпион Европы 2021 года, бронзовый призёр чемпионата Европы по плаванию на короткой воде 2012 года в эстафете 4×50 м вольным стилем и чемпионата Европы 2014 на дистанции 50 метров вольным стилем.
2 февраля 2014 года в интервью телеканалу Yle первым из известных финских спортсменов совершил каминг-аут, признавшись, что является гомосексуалом.

## Биография
Родился 9 февраля 1989 года в Пиексямяки, в Финляндии.
Был участником летней Олимпиады 2012 в заплыве 50 метров вольным стилем, показав 25-й результат (22,57). Является рекордсменом Финляндии на этой дистанции (22,22).
На чемпионате Европы 2014 в Берлине завоевал бронзовую медаль на дистанции 50 метров в/с с результатом 21,93 секунды (новый рекорд для Финляндии).
31 марта 2016 года включён в состав олимпийской сборной страны на летней Олимпиаде 2016.
В мае 2021 года на чемпионате Европы в Будапеште, Ари-Пекка на дистанции 50 метров вольным стилем завоевал золотую медаль, став впервые в карьере чемпионом Европы, проплыв в финальном заплыве за 21,61 секунды.